# Александер Албон
Александер Албон (енгл. Alexander Albon; 23. март 1996) јесте тајланднско-британски аутомобилиста и возач формуле 1 рођен у Енглеској, тренутно возио за Вилијамс.
Каријеру је почео од раног доба у картингу, где је био успешан у периоду од 2006 до 2010. године, освојивши национално првенство за кадете 2006, национално првенство у класи КФ3 2009 и Европско првенство у класи КФ3 2010. године.
Након што је постао део јуниорског програма Ред була 2012. године, почео је каријеру у возилима са отвореним кровом, возећи формулу Рено 2.0, коју је завршио на 38. месту од 49 ученика у дебитантској сезони. У формули Рено остао је још две године. Сезону 2013 завршио је на 16 месту, док је сезону 2014 завршио на трећем месту. Године 2015, прешао је у Европску формулу 3, где је у првој сезони завршио на седмом месту. Године 2016, прешао је у ГП3 серију, где је возио заједно са Шарлом Леклером у тиму АРТ. Шампионат је завршио на другом месту, иза Леклера, док се у сезони 2017. такмичио у формули 2, такође у тиму АРТ, завршивши на десетом месту. У сезони 2018, прешао је у тим ДАМС, са којим је шампионат завршио на трећем месту, иза Џорџа Расела и Ланда Нориса.
Потписао је уговор са тимом Нисан дамс за учешће у формули Е за сезону 2018/19, али је добио позив Торо Роса да замени Брендона Хартлија и почео је каријеру у формули 1 у сезони 2019. Возио је у Торо Росо првих 12 трка, након чега је прешао у Ред бул, где је заменио Пјера Гаслија. Прву сезону завршио је на осмом месту у шампионату. Године 2020, остварио је два подијума, завршивши две трке на трећем месту, док је завршио на седмом месту у шампионату. На крају 2020, Ред бул није продужио уговор са Албоном и заменио га је Серхио Перез за сезону 2021, док је Албон остао резервни возач.

## Детињство и јуниорска каријера
Албон је рођен у Лондону, Енглеска. Његов отац, Најџел Албон, бивши је аутомобилиста, који се такмичио у Туринг шампионату и Порше Карера купу. Његова мајка је поријеклом из Тајланда. Ишао је у школу у Ипсвичу, прије него што је напустио школу и почео тркачку каријеру.
Јуниорску каријеру у картингу почео је 2005, са осам година, када је освојио локални шампионат Ходесдона. Године 2006, такмичио се у класи кадета, завршивши први на гран прију Катемастерс, док је освојио национално првенство у конкуренцији кадета 2006 и завршио на другом мјесту 2007. Године 2008 прешао је у класу КФ3, гдје је остао до 2010. Током тог периода, освојио је гран при Катемастерс, КФ зимске серије, национално првенство, Свјетско и европско првенство.
Године 2011, прешао је у класу КФ1, гдје је завршио други у евро серији и Свјетском првенству.

### Формула Рено 2.0
Године 2012, прешао је из картинга у Формула Рено 2.0 серију, гдје је возио за тим Епик рејсинг, заједно са Кевином Гјовезијем, Константином Терешенком, Кевином Јоргом, Денисом Вустхофом и Кристофом вон Грунигеном. Завршио је сезону на 38 мјесту од 49 такмичара, без освојеног бода.
Године 2013, прешао је у тим КТР, гдје је возио заједно са Јуом Канамуруом и Ињациом ди Агостом. Завршио је на 16 мјесту од 36 такмичара, са 22 бода, остваривши једну пол позицију и један најбржи круг, обоје на Ред бул арени у Аустрији. У сезони 2014, возио је заједно са Жилом Гуноном, Грегори Ремзијем и Каланом О Кефеом. Завршио је на трећем мјесту у шампионату, са 117 бодова, брз побједе, остваривши пол позицију у Нирбургрингу.

### Европска формула 3
У сезони 2015, прешао је у Европску формулу 3, гдје је возио за тим Сигнатур, док му је сувозач био Доријан Боколачи. Завршио је на седмом мјесту, са 187 бодова. Остварио је четири побједе, док је укупно пет трка завршио на подијуму, уз двије пол позиције.

### ГП3 серије
У децембру 2015. године, тестирао је болид тима АРТ, са којим је потписао уговор за сезону 2016. Остварио је четири побједе и завршио је дебитантску сезону у ГП3 на другом мјесту, иза сувозача, Шарла Леклера.

## Формула 2
У фебруару 2017, прешао је у формулу 2, гдје му је сувозач у тиму АРТ био Нобухару Мацушита, док је Леклер прешао у тим Према рејсинг.
Дебитовао је на трци у Бахреину, коју је стартовао са деветог мјеста, а завршио је на шестом. За спринт трку квалификовао се на трећем мјесту, иза Луке Гјота и Мацушите, који је имао механичких проблема и стартовао је из пит лејна. Албон је на старту преузео вођство, али га је Гјото обишао, након што је направио грешку. До краја трке није имао добар темпо и завршио је на седмом мјесту.
Трку у Барселони стартовао је са трећег мјеста, док је Шарл Леклер стартовао са пол позиције. Албон је у кривини 1 обишао Гјота, након чега се приближавао Леклеру, који је отишао у бокс у седмом кругу, заједно са Мацушитом и Албон је преузео вођство. Серхио Канамазас је имао проблема са болидом у десетом кругу, али се није зауставио поред стазе да се повуче, већ је остао на стази и тражио је од маршала да га погурају, због чега је возило безбједности изашло на стазу. Када је трка настављена, Албон је направио грешку и Роуланд је преузео вођство. Обојица су морала у бокс и трку је завршио на петом мјесту. Спринт трку стартовао је са четвртог мјеста и након борбе са Леклером неколико кругова, изгубио је позицију, а касније је завршио на осмом мјесту.
На трци у Монаку, квалификовао се на другом мјесту, са временом од 1:19.321. У квалификацијама, возачи су били подијељени у двије групе, због безбједоносних разлога. Албон је био у другој, групи Б, у којој је остварио најбоље вријеме, 12 стотинки иза Леклера, који је био у групи А. Серхио Канамазас је излетио са стазе, због чега је Шон Гелал изгубио предње крило и истакануте су жуте заставе. Албон је касније био иза споријих возила и завршио је на четвртом мјесту. У спринту, завршио је на шестом мјесту, стартујући са петог.
Четврту трку, у Азербејџану, није возио због повреде. ПОЛОМИО је кључну кост док је тренирао возећи брдски бицикл; није могао да вози јер се у формули 2 користе појасеви преко рамена. У интервјуу за часопис Аутоспорт, изјавио је да се нада да ће возити трку у Аустрији.
Након опоравка, вратио се на пету трку у сезони, истакавши да му је први осјећај након повратка бољи него што је очекивао. Изјавио је да му је једини проблем осјећај укочености након операције коју је имао. Тренинг сесију завршио је на осмом мјесту, док је квалификације завршио на четвртом, али је стартовао са трећег мјеста, јер је Серхио Камара дисквалификован. Трку је завршио на петом мјесту, након што су га обишли Роуланд и Николас Латифи. Спринт је стартовао са четвртог мјеста, а завршио је на другом, иза Артема Маркелова, остваривши први подијум у формули 2. Последњу трку у сезони, на стази Јас Марина, завршио је на седмом мјесту, док је спринт завршио на другом мјесту, секунду иза Леклера и сезону је завршио на десетом мјесту, са 86 бодова, док је титулу освојио Леклер.
У сезони 2018, прешао је у ДАМС, гдје је замијенио Оливјеа Роуланда, који је напустио формулу 2 и прешао да вози Свјетски шампионат у издржљивости. Сувозач му је био Николас Латифи, који је остао у тиму трећу годину заредом. Прву побједу у каријери у формули 2 остварио је на другој трци у сезони, у Азербејџану, гдје је побиједио испред Џека Еткена. Остварио је укупно четири побједе у сезони и завршио је шампионат на трећем мјесту, са 212 бодова, иза Џорџа Расела и Ланда Нориса.

## Формула Е
Албон је потписао уговор са тимом Нисан дамс за сезону 2018/19 у формули Е, гдје је сувозач требало да му буде Себастјен Буеми, али је добио позив из Торо Роса, да се придружи тиму у формули 1 и три недеље прије почетка шампионата формуле Е, Албон је добио дозволу да напусти тим и уговор је поништен.

## Формула 1

### 2019.
На дан 26. новембра 2018. године, потврђено је да је Албон ослобођен уговора који је потписао за тим Нисан дамс за наступ у формули Е за сезону 2019. Истог дана, Торо Росо је објавио да ће Албон возити за тим у сезони 2019, умјесто Брендона Хартлија, док му је сувозач Данил Квјат, који је дошао умјесто Пјера Гаслија, који је прешао у Ред бул. Постао је тако први тајландски возач у формули 1 након Бирабонгса Банудеја, познатијег као Принс Бира, који се такмичио у сезони 1954.
Прву трку у сезони, Велику награду Аустралије завршио је на 14 мјесту, док је први бод у формули 1 освојио на другој трци у сезони, Великој награди Бахреина, коју је завршио на деветом мјесту. Велику награду Кине стартовао је из бокса, након што је имао судар на трећем тренингу и није могао да учествује у квалификацијама. Трку је завршио на десетом мјесту, због чега је добио награду за возача дана.

### 2022.
Албон би требало да вози за Вилијамс у 2022. као замена Џорџа Расела који прелази у Мерцедес. Албон ће се такмичити заједно са Николасом Латифијем, који је задржао то место још од 2020. Након објаве, директор Ред бул тима Кристијан Хорнер открио је да Албон „задржао везу са Ред булом“ и да тим има опцију да га опозове за 2023.